# 格奥尔基·卡姆涅夫
格奥尔基·彼得罗维奇·卡姆涅夫（羅馬化：Georgiy Petrovich Kamnev；1983年10月5日—）是俄罗斯政治人物，第八届国家杜马议员。他是俄罗斯联邦共产党奔萨地区分会主席（一等秘书）。2017年5月27日起，他任中央委员会委员。

## 教育
格奥尔基·卡姆涅夫于1983年10月5日出生于奔萨州谢尔多布斯克镇谢尔多布斯克钟表厂工人家庭。2005年，他以优异的成绩毕业于奔萨国立大学法学院，随后继续攻读研究生课程。2005年，他成为“年度青年律师”区域竞赛的获奖者。2008年，他完成了法律研究生课程。他多次参加全俄和国际法律学者竞赛和会议并获奖。他的研究领域是地方自治机构的组建和活动问题。

## 制裁
卡姆涅夫于2022年因俄乌战争而受到美国财政部制裁。